# George Square
Ne doit pas être confondu avec King George Square.
George Square est une place publique de Glasgow en Écosse. Située dans le centre de la ville, elle est nommée d'après le roi George III.
Les bâtiments notables sur la place incluent les Glasgow City Chambers, l'ancien poste de la ville, qui devint les offices en 2007, et l'office de tourisme de Glasgow.
Il y a de nombreuses statues sur la place. Les statues sont :
- Walter Scott, en haut d'une colonne
- Robert Burns
- James Watt
- John Moore (militaire britannique)
- Robert Peel
- Albert de Saxe-Cobourg-Gotha (statue équestre)
- Victoria du Royaume-Uni (statue équestre)

Aussi se trouve sur la place le monument de guerre de Glasgow.

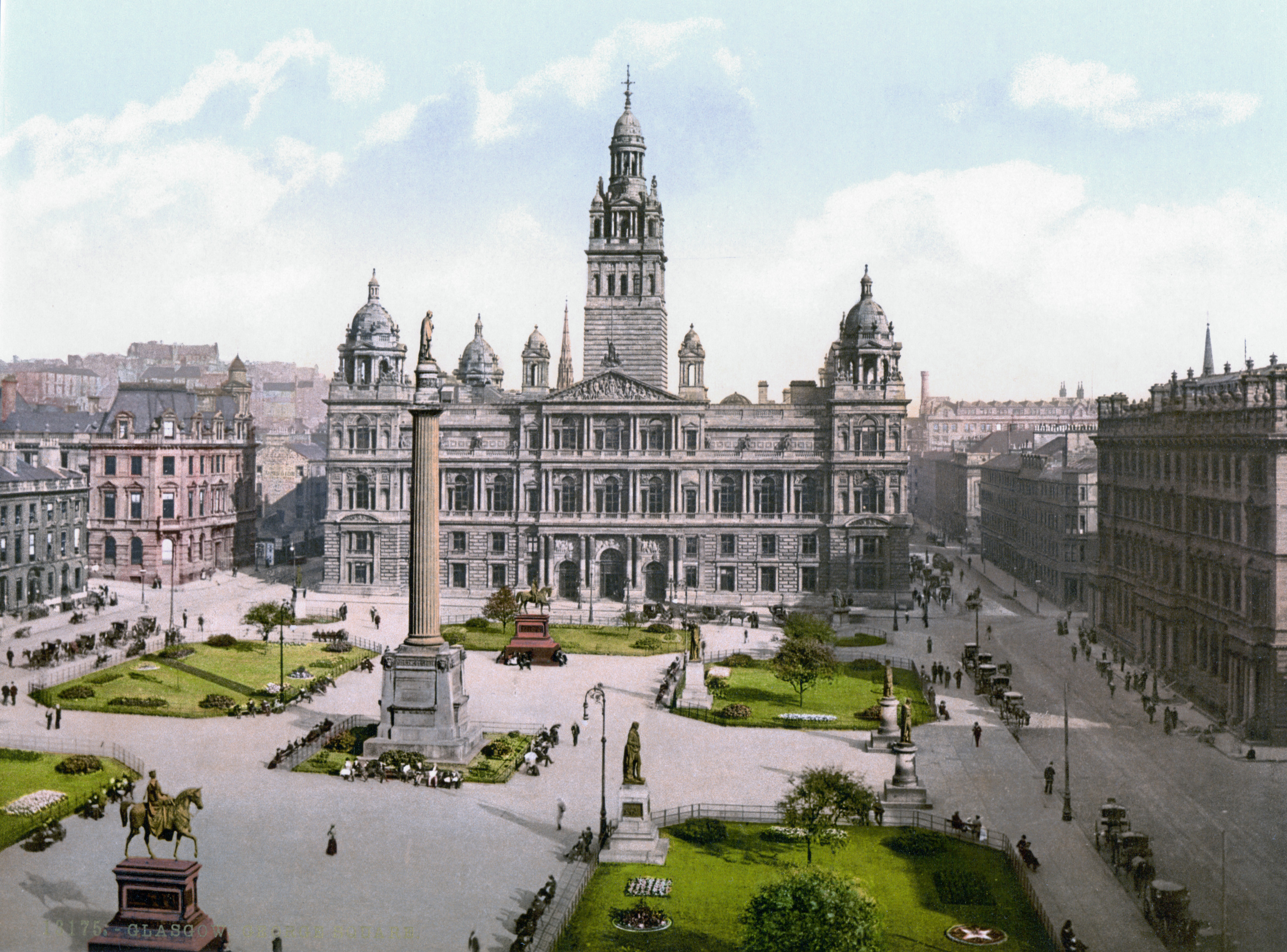
George Square, années 1900.